# Яновский, Антон Кириллович
Антон Кириллович Яновский (4 ноября 1865 года[по какому календарю?] — 1942 год) — российский и советский хирург и рентгенолог, один из основоположников рентгенологии в России.

## Биография
Родился 4 ноября 1865 года[по какому календарю?] в Кишинёве в семье педагога, чиновника и этнографа — Кирилла Петровича Яновского.
В 1884 году окончил гимназию, в 1889 году — естественный факультет Петербургского университета и в 1893 году медицинский факультет Московского университета.
С января 1894 года Яновский начал работать в хирургической клинике Императорского клинического института усовершенствования врачей (далее ИУВ) и в детской больнице императора Николая II. Одновременно преподавал хирургию на Высших женских медицинских курсах. В 1895 году сдал докторские экзамены в Императорской военно-медицинской академии. С 1896 работал в рентгеновском кабинете ИУВ, вскоре открыл на дому частный рентгеновский кабинет.
Многократно выезжал за границу для изучения хирургии, ортопедии и рентгенологии в больницах и клиниках Берлина, Гамбурга, Дрездена, Парижа, а также по вопросам практического применения рентгенодиагностики и глубокой рентгенотерапии — в Вену к Гольцкнехту, в Мюнхен к Грасхею и А.Додерлейну, в Париж к А.Беклеру, в Гамбург к Г.Альберс-Шенбергу. Освоение рентгенологии он совмещал с изучением ортопедии в Вене. Находясь в зарубежных командировках, А. К. Яновский заботился об организации рентгеновского дела в России.
В 1904 году защитил докторскую диссертацию «К вопросу о воспалении вен под влиянием гноеродных бактерий».
В 1905 году назначен старшим ординатором хирургический клиники ИУВ и заведующим рентгеновским кабинетом детской больницы Императора Николая II. С 1907 года руководил в ИУВ курсом «Практические упражнения по исследованию Х-лучами хирургических больных с чтением рентгеновских снимков». В 1911—1919 годы, будучи доцентом кафедры хирургии, вёл курс рентгенологии.
В 1914 году в результате дорожно-транспортного происшествия получил тяжёлую травму левой руки: перелом плечевой кости с формированием ложного сустава. Вследствие этого не мог больше работать хирургом и сосредоточился на рентгенодиагностике. Во время Первой мировой и Гражданской войн занимался организацией рентгенодиагностики на фронте и в тылу.
В 1917 году избран профессором рентгенологии ИУВ, а в 1919 году организовал в ИУВ первую в СССР кафедру рентгенологии, которую возглавлял до 1 июля 1930 года. После отставки от должности заведующего кафедрой остался сверхштатным профессором ИУВ.
Участник и член президиума первого Всероссийского съезда рентгенологов в 1924 году.
С 1 января 1925 по 1 марта 1929 года заведовал рентгенологическим отделением больницы имени 25 октября. Летом 1925 года был командирован в Германию для ознакомления с новейшими достижениями в области рентгенотехники. Принял участие в организации производства рентгеновской аппаратуры в СССР. С 1926 по 1935 год заведовал рентгенологическим отделением Центрального государственного травматологического института (ныне НМИЦ ТО им. Р. Р. Вредена).
В 1920-х годах работал редактором отдела рентгенологии «Врачебной газеты».
До конца жизни продолжал работать в собственном рентгенодиагностическом кабинете. Право иметь такой кабинет на дому получил «за заслуги перед отечественной рентгенологией».
Умер в блокадном Ленинграде 7 апреля 1942 года. Похоронен на Пискарёвском мемориальном кладбище.

## Семья
- Первая жена Ольга Михайловна, урождённая Любарская, умерла в 1917 году. Детей в первом браке не было[12].
- Вторая жена Ольга Семёновна и её дочь Евгения погибли в блокадном Ленинграде[13].

## Публикации
Опубликовал около 30 печатных работ. Наиболее значимые публикации:
- О настоящем положении рентгеновской техники в России, Новое в мед., № 17-18, с. 841, 1916
- Рентгенотерапия хронических поражений костей и суставов (главным образом туберкулеза), Вестн. хир. и по гран, обл., т. 4, кн. 10-11, с. 261, 1924
- Рентгенотерапия воспалительных хирургических заболеваний, Вестн хир., т. 18, кн. 53, с. 92, 1929 (совм. с Жученко В.)

## Награды
- Ордена Святого Станислава 2-й и 3-й степени.
- Ордена Святой Анны 2-й и 3-й степени.
- Орден Святого Владимира 4-й степени[15].

### Дополнительные
- Ден О. О. А. К. Яновский, к 35-летнему юбилею, Врач. газ., Ко 3-4, с. 261, 1929
- Рейнберг С. А., Линденбратен Д. С. История старейшей кафедры рентгенологии страны. // Материалы по ист. рентгенол. в СССР, под ред. С. А. Рейнберга. — М., 1948. — с. 7
- Трофимова Т. Н., Карабанович Е. В., Карлова Н. А., Бойцова М. Г. От рентгена сквозь столетие // Лучевая диагностика и терапия. — 2015. — № 4(6). — С. 107—112.
- Трофимова Т. Н., Карлова Н. А., Бойцова М. Г., Зорин Я. П. Начало истории рентгенологии в Санкт-Петербурге — Петрограде // Российский электронный журнал лучевой диагностики. — 2018. — № 1. — С. 9-15. — ELIBRARY ID: 34995393.